# Sei Pelancang
Sei Pelancang is een bestuurslaag in het regentschap Labuhan Batu van de provincie Noord-Sumatra, Indonesië. Sei Pelancang telt 1781 inwoners (volkstelling 2010).